# Liste der Fahnenträger der paraguayischen Mannschaften bei Olympischen Spielen
Die Liste der Fahnenträger der paraguayischen Mannschaften bei Olympischen Spielen listet chronologisch alle Fahnenträger paraguayischer Mannschaften bei den Eröffnungsfeiern Olympischer Spiele auf.

## Liste der Fahnenträger
| Mannschaft             | Veranstaltung | Fahnenträger (EF)            | Fahnenträger (AF) |
| ---------------------- | ------------- | ---------------------------- | ----------------- |
| 1968 in Mexiko-Stadt   | Sommerspiele  | Rodolfo Da Ponte             |                   |
| 1972 in München        | Sommerspiele  | Arnulfo Becker (Offizieller) |                   |
| 1976 in Montreal       | Sommerspiele  | Julio Abreu                  |                   |
| 1984 in Los Angeles    | Sommerspiele  | Max Narváez                  |                   |
| 1988 in Seoul          | Sommerspiele  | Ramón Jiménez-Gaona          |                   |
| 1992 in Barcelona      | Sommerspiele  | Ramón Jiménez-Gaona          |                   |
| 1996 in Atlanta        | Sommerspiele  | Ramón Jiménez-Gaona          |                   |
| 2000 in Sydney         | Sommerspiele  | Nery Kennedy                 |                   |
| 2004 in Athen          | Sommerspiele  | Rocio Rivarola               | Diego Barreto     |
| 2008 in Peking         | Sommerspiele  | Víctor Fatecha               | Víctor Fatecha    |
| 2012 in London         | Sommerspiele  | Ben Hockin                   | Ben Hockin        |
| 2014 in Sotschi        | Winterspiele  | Julia Marino                 | Volunteer         |
| 2016 in Rio de Janeiro | Sommerspiele  | Julieta Granada              | Carmen Martínez   |
| 2020 in Tokio          | Sommerspiele  | Verónica Cepede Royg         | Derlis Ayala      |
| 2020 in Tokio          | Sommerspiele  | Fabrizio Zanotti             | Derlis Ayala      |
| 2024 in Paris          | Sommerspiele  | Alejandra Alonso             | Gabriela Narváez  |
| 2024 in Paris          | Sommerspiele  | Fabrizio Zanotti             | Gabriela Narváez  |

Anmerkung: (EF) = Eröffnungsfeier, (AF) = Abschlussfeier

## Statistik
| Rang    | Sportart       | EF | AF | ∑  |
| ------- | -------------- | -- | -- | -- |
| 1       | Leichtathletik | 5  | 3  | 8  |
| 2       | Golf           | 3  | 0  | 3  |
| 2       | Schwimmen      | 2  | 1  | 3  |
| 4       | Judo           | 1  | 0  | 2  |
| 4       | Rudern         | 2  | 0  | 2  |
| 6       | Fechten        | 1  | 0  | 1  |
| 6       | Fußball        | 0  | 1  | 1  |
| 6       | Tennis         | 1  | 0  | 1  |
| 6       | Offizieller    | 1  | 0  | 1  |
| Gesamt: | Gesamt:        | 16 | 5  | 21 |

| Rang    | Sportart         | EF | AF | ∑ |
| ------- | ---------------- | -- | -- | - |
| 1       | Freestyle-Skiing | 1  | 0  | 1 |
| 2       | Volunteer        | 0  | 1  | 1 |
| Gesamt: | Gesamt:          | 1  | 1  | 2 |

| Rang             | Sportart       | EF | AF | ∑  |
| ---------------- | -------------- | -- | -- | -- |
| 1                | Leichtathletik | 5  | 3  | 8  |
| 2                | Golf           | 3  | 0  | 3  |
| 2                | Schwimmen      | 2  | 1  | 3  |
| 4                | Judo           | 1  | 0  | 2  |
| 4                | Rudern         | 2  | 0  | 2  |
|                  | Fechten        | 1  | 0  | 1  |
| Freestyle-Skiing | 1              | 0  | 1  |    |
| Fußball          | 0              | 1  | 1  |    |
| Tennis           | 1              | 0  | 1  |    |
| Offizieller      | 1              | 0  | 1  |    |
| Volunteer        | 0              | 1  | 1  |    |
| Gesamt:          | Gesamt:        | 17 | 6  | 23 |

| Rodolfo Da Ponte             |                     |
| Arnulfo Becker (Offizieller) |                     |
| Julio Abreu                  |                     |
| Ben Hockin                   | Max Narváez         |
|                              | Víctor Fatecha      |
|                              | Ramón Jiménez-Gaona |
|                              | Ramón Jiménez-Gaona |
|                              | Ramón Jiménez-Gaona |
|                              | Nery Kennedy        |
|                              | Rocio Rivarola      |
| Fabrizio Zanotti             | Alejandra Alonso    |
| Fabrizio Zanotti             |                     |
| Julieta Granada              |                     |
| Verónica Cepede Royg         |                     |
|                              |                     |
|                              |                     |
|                              |                     |